# Mirnes Pepić
Mirnes Pepić (* 19. Dezember 1995 in Podgorica, BR Jugoslawien) ist ein deutsch-montenegrinischer Fußballspieler. Er war montenegrinischer Juniorennationalspieler.

## Karriere
Nach seinen fußballerischen Anfängen bei seinen Jugendvereinen SF Rammingen, BFC Pfullingen, SSV Ulm 1846 und dem SSV Reutlingen 05, kam der noch für die A-Jugend spielberechtigte Reutlinger Mirnes Pepić in der Rückrunde der Saison 2013 in der ersten Mannschaft des SSV zu 12 Einsätze in der Oberliga und deutete sein Talent an. Am 18. Mai 2013 debütierte er zudem in Montenegros U-18-Nationalteam beim Länderspiel gegen Italien. Weitere insgesamt vier Freundschaftsspiele in der U-19 seines Heimatlandes kamen bis Oktober 2013 hinzu. Seine Qualitäten blieben nicht unbemerkt und ein Wechsel unvermeidbar. Pepić verließ zum Ende der Saison den SSV Reutlingen und wechselte zur Saison 2013/14 zum Zweitligisten SC Paderborn 07.
Für die Paderborner debütierte er am 22. November 2013 (15. Spieltag) bei der 2:3-Niederlage im Auswärtsspiel gegen den SV Sandhausen. Er stand in der Startelf und wurde in der 79. Minute durch Saliou Sané ersetzt. In jener Saison blieb dies sein einziger Einsatz für die 1. Herrenmannschaft der Paderborner, die am Ende der Saison Zweitliga-Vizemeister wurden und erstmals in ihrer Geschichte in Deutschlands höchste Spielklasse, der Fußball-Bundesliga, aufstiegen. Während der Bundesliga-Saison 2014/15 schaffte Pepić zwei Kurzeinsätze. Trainer André Breitenreiter ließ den damals 19-jährigen am 20. Spieltag während des Auswärtsspiels gegen den 1. FC Köln (0:0) in der 88. Spielminute debütieren, was ihn bis dato den Titel des jüngsten von Paderborn in der Bundesliga eingesetzten Spieler einbrachte. Zwei Spieltage später, beim Heimspiel gegen den deutschen Rekordmeister Bayern München (0:6), erhielt er ab der 71. Minute seine bislang letzten Einsatz in der Bundesliga. Paderborn stieg schließlich wieder, nicht unerwartet, als Tabellenletzter in die 2. Liga ab. Pepić konnte seine Fähigkeiten in der zweiten Mannschaft der Paderborner weiterhin unter Beweis stellen. Hier erhielt er in der Fußball-Westfalenliga zusammen weitere 11 Einsätze, in denen er zwei Tore erzielte und als Meister in die Oberliga Westfalen aufstieg. Mit zwei Toren in 13 Spielen war er in der Folgesaison am Klassenerhalt des SC Paderborn II beteiligt. Der Offensivmann wurde ab der Rückrunde der Zweitligasaison 2015/16 auch wieder in der ersten Elf eingesetzt und musste den zweiten sportlichen Abstieg der Paderborner in Folge mit hinnehmen. Seine acht Einsätze verhinderten diesen sportlichen Absturz nicht.
Zur Saison 2016/17 wechselte Pepić zum FC Erzgebirge Aue. Er erhielt einen bis 2019 laufenden Vertrag. Zu Beginn der Saison 2017/18 wurde er von Thomas Letsch aus dem Kader gestrichen und sollte sich bei der U19 fit halten. Unter Hannes Drews bekam er eine neue Chance und durfte in Testspielen gegen Dukla Prag (3:1) und VFC Plauen (2:1) mitwirken.
Im Sommer 2018 wechselte Mirnes Pepić zu Hansa Rostock in die 3. Fußball-Liga. Unter Trainer Pavel Dotchev gab er sein Startelfdebüt am 1. Spieltag beim Auswärtsspiel in Cottbus (0:3). In der 1. Hauptrunde des DFB-Pokals im Spiel gegen den VfB Stuttgart führte er die Mannschaft Rostocks mit seinem 2:0, seinem ersten Tor für die Mannschaft von der Warnow, in der 85. Spielminute zum Triumph und gleichzeitigem Endstand im Spiel gegen den Bundesligisten aus Baden-Württemberg. In der 2. Hauptrunde verlor Hansa nach zweimaliger Führung gegen den Erstligisten 1. FC Nürnberg schließlich nach Elfmeterschießen doch noch (4:6) und schied aus dem Wettbewerb aus. Pepić stand in beiden DFB-Pokal-Spielen über die volle Distanz auf dem Platz. Am Saisonende platzierten sich die Ostseestädter auf Rang sechs in der Tabelle und holten zudem den Mecklenburg-Vorpommern-Pokal, welcher zur Teilnahme am DFB-Pokal der Folgesaison berechtigte. Mirnes Pepić bestritt im Landespokal vier Spiele und erzielte hierbei ein Tor. Er lief in 34 von möglichen 38 Dritt-Liga-Spielen für die Kogge auf und traf auch hier einmal ins Tor des Gegners; am 29. Spieltag in der 85. Minute zum 1:1 während des Heimspiels gegen Halle. Die Dritt-Liga-Saison 2019/20 beendete er mit Rostock erneut auf dem sechsten Platz in der Abschlusstabelle. Hansa-Trainer Jens Härtel forderte seine Leistung in 32 Liga-Spielen ab und gab ihm auch gegen den VfB Stuttgart einen Einsatz im DFB-Vereinspokal, verlor diesmal mit 0:1 und schied somit knapp in der 1. Hauptrunde der Saison gegen den mittlerweile Zweitligisten und späteren Aufsteiger in die Bundesliga aus. Im Landespokal wurde er einmal berücksichtigt, ehe dieser Wettbewerb aufgrund der COVID-19-Pandemie in Deutschland ausgesetzt werden musste. Da der Rostocker Leistungsträger den Verein im Sommer 2020 verließ und in der 2. Fußball-Bundesliga eine neue Herausforderung suchte, erhielt er keine Einsatzmöglichkeiten mehr den Fußball-Verbandspokal 2019/20, der in Mecklenburg-Vorpommern erst Anfang August 2020 fortgeführt wurde, zu Ende zu spielen. Mirnes Pepic bestritt für die Norddeutschen insgesamt 74 Pflichtspiele, davon 66 in der 3. Fußball-Liga (ein Tor), drei im DFB-Pokal (ein Tor) und fünf (ebenfalls ein Tor) im Lübzer-Pils-Cup (Mecklenburg-Vorpommern-Pokal).
Mitte August 2020 unterschrieb der Defensivspieler einen Einjahresvertrag beim Rostocker Drittligakonkurrenten MSV Duisburg. Duisburg-Trainer Torsten Lieberknecht ließ Pepić am 1. Spieltag der Drittliga-Saison 2020/21 am 19. September 2020 beim Auswärtsspiel gegen seinen ehemaligen Arbeitgeber Hansa Rostock debütieren. Dies war das erste von nur sieben Spielen der Saison, in denen er sich beim MSV beweisen konnte. Zum letzten Einsatz vor dem Ende seines Vertrages kam er am 13. März 2021 im Auswärtsspiel bei Viktoria Köln. Mit den Zebras, die sich während der gesamten Serie im permanenten Abstiegskampf befanden, belegte er schlussendlich Platz 15.
Im August 2021 erhielt er einen Vertrag beim Drittligisten Würzburger Kickers. Er kam in der Saison 2021/22 21-mal in der Liga zum Einsatz, stand 18-mal in der Startelf und erzielte ein Tor. Die Saison endete für die Kickers mit dem zweiten Abstieg in Folge. Pepić verließ den Verein daraufhin.
Im Sommer 2022 blieb er der Liga erhalten und wechselte nach dem Abstieg seiner Mannschaft zum SV Meppen.
Nachdem er auch mit dem SV Meppen aus der 3. Liga abstieg, wechselte er zur Saison 2023/24 zurück zum FC Erzgebirge Aue, und verblieb damit erneut in der 3. Liga. Im Sommer 2025 verließ er Erzgebirge Aue.

## Sonstiges
Pepić kam 1999 aus Montenegro mit seiner Familie nach Deutschland. Sein älterer Bruder Hasan spielte in der Saison 2014/15 ebenfalls beim SC Paderborn, bevor er zum KSV Hessen Kassel wechselte.
Pepić besuchte von 2011 bis 2013 die gewerblich-technische Berufsfachschule an der Ferdinand-von-Steinbeis-Schule in Reutlingen.

## Erfolge
- 2014: Aufstieg in die Bundesliga  (mit dem SC Paderborn 07)
- 2015: Meister und Aufstieg in die Oberliga Westfalen  (mit dem SC Paderborn 07 II)
- 2019: Landespokalsieger Mecklenburg-Vorpommern  (mit Hansa Rostock)